# 博德鲁姆清真寺
博德鲁姆清真寺（土耳其語：Bodrum Camii），意为“地下室”，位于土耳其伊斯坦布尔法提赫区，原为东正教没药教堂（Myrelaion），由羅曼努斯一世建于10世纪，在君士坦丁堡大皇宮废墟以西1公里，距离马尔马拉海不远。该堂是其新皇宫没药宫附近的私人葬礼教堂，这打破了6个世纪以来拜占庭皇帝埋葬于圣使徒教堂的传统。948年羅曼努斯一世被流放后，没药宫改为修女院。他死后也葬于堂内。1203年曾遭十字军破坏。13世纪末修复。1453年君士坦丁堡陷落后，奥斯曼帝国将其改为清真寺。

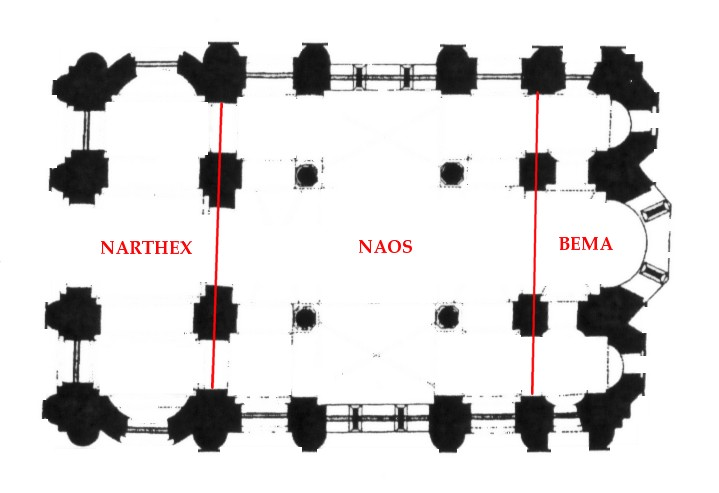
平面图

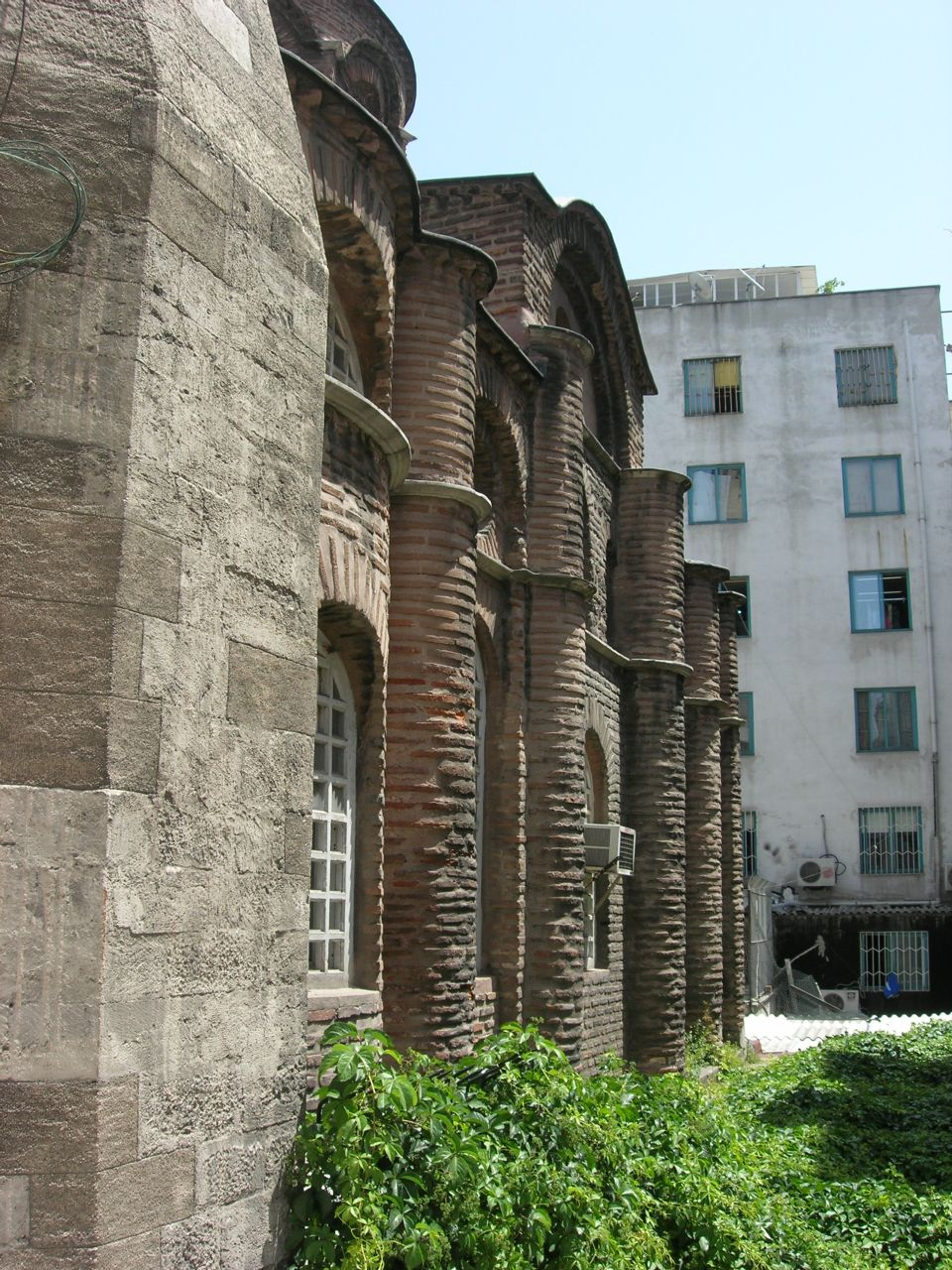